# Деріан (Джорджія)
Деріан (англ. Darien) — місто (англ. city) в США, в окрузі Макінтош штату Джорджія. Населення — 1460 осіб (2020).

## Географія
Деріан розташований за координатами 31°20′37″ пн. ш. 81°25′27″ зх. д. / 31.34361° пн. ш. 81.42417° зх. д. (31.343489, -81.424103).  За даними Бюро перепису населення США в 2010 році місто мало площу 62,26 км², з яких 54,34 км² — суходіл та 7,91 км² — водойми.

## Демографія
Згідно з переписом 2010 року, у місті мешкало 1975 осіб у 798 домогосподарствах у складі 510 родин. Густота населення становила 32 особи/км².  Було 1090 помешкань (18/км²).
Расовий склад населення:
| - 52,9 % — білих - 44,2 % — чорних або афроамериканців - 0,8 % — азіатів - 0,3 % — корінних американців - 0,1 % — вихідців з тихоокеанських островів |

До двох чи більше рас належало 1,4 %. Частка іспаномовних становила 1,9 % від усіх жителів.
За віковим діапазоном населення розподілялося таким чином: 24,7 % — особи молодші 18 років, 58,9 % — особи у віці 18—64 років, 16,4 % — особи у віці 65 років та старші. Медіана віку мешканця становила 39,3 року. На 100 осіб жіночої статі у місті припадало 85,4 чоловіків;  на 100 жінок у віці від 18 років та старших — 80,7 чоловіків також старших 18 років.
Середній дохід на одне домашнє господарство  становив 35 881 долар США (медіана — 25 776), а середній дохід на одну сім'ю — 39 273 долари (медіана — 30 833). Медіана доходів становила 32 197 доларів для чоловіків та 26 063 долари для жінок. За межею бідності перебувало 40,4 % осіб, у тому числі 66,7 % дітей у віці до 18 років та 19,3 % осіб у віці 65 років та старших.
Цивільне працевлаштоване населення становило 1067 осіб. Основні галузі зайнятості: роздрібна торгівля — 21,9 %, мистецтво, розваги та відпочинок — 18,2 %, освіта, охорона здоров'я та соціальна допомога — 12,4 %, транспорт — 9,9 %.